# Danh sách đĩa nhạc của Cher Lloyd
Danh sách đĩa nhạc của nữ ca sĩ thu âm người Anh Cher Lloyd bao gồm 1 album phòng thu, 4 đĩa đơn và 7 video âm nhạc.
Lloyd được biết đến với vị trí thứ tư trong cuộc thi The X Factor mùa thứ 7. Một thời gian ngắn sau đó, Lloyd ký hợp đồng với Simon Cowell cho Syco Music, công ty con của Sony Music. Đĩa đơn đầu tiên của Cher Lloyd, "Swagger Jagger", được phát hành vào tháng 6 năm 2011. Đĩa đơn đã đạt được vị trí quán quân trên bảng xếp hạng UK Singles Chart và vị trí á quân trên bảng Irish Singles Chart. Đĩa đơn thứ hai của cô, "With Ur Love", hợp tác với nam ca sĩ Mike Posner, được phát hành vào ngày 31 tháng 10 năm 2011. Đĩa đơn này đã đạt được vị trí thứ 4 ở Anh và vị trí thứ 5 ở Ireland. Album đầu tay của cô, Sticks + Stones, đã đánh vào bảng xếp hạng UK Albums Chart và Irish Albums Chart lần lượt tại các vị trí thứ 4 và thứ 5. Cô cũng đã phát hành đĩa đơn thứ ba, "Want U Back" vào ngày 13 tháng 2 năm 2012 tại Anh và sau đó là tại Mỹ vào ngày 22 tháng 5 năm 2012.

## Album

### Album phòng thu
| Tên             | Chi tiết                                                                                 | Vị trí xếp hạng cao nhất | Vị trí xếp hạng cao nhất | Vị trí xếp hạng cao nhất | Vị trí xếp hạng cao nhất | Vị trí xếp hạng cao nhất | Vị trí xếp hạng cao nhất | Vị trí xếp hạng cao nhất | Chứng nhận      |
| Tên             | Chi tiết                                                                                 | Anh                      | Úc                       | Canada                   | Ireland                  | New Zealand              | Scotland                 | Mỹ                       | Chứng nhận      |
| --------------- | ---------------------------------------------------------------------------------------- | ------------------------ | ------------------------ | ------------------------ | ------------------------ | ------------------------ | ------------------------ | ------------------------ | --------------- |
| Sticks + Stones | - Phát hành: 7 November 2011 - Hãng đĩa: Syco, Epic - Định dạng: CD, LP, tải kỹ thuật số | 4                        | 30                       | 11                       | 7                        | 31                       | 2                        | 9                        | - Ireland: Vàng |

## Đĩa đơn

### Đĩa đơn hát chính
| Tên                                      | Năm  | Vị trí xếp hạng cao nhất | Vị trí xếp hạng cao nhất | Vị trí xếp hạng cao nhất | Vị trí xếp hạng cao nhất | Vị trí xếp hạng cao nhất | Vị trí xếp hạng cao nhất | Vị trí xếp hạng cao nhất | Vị trí xếp hạng cao nhất | Vị trí xếp hạng cao nhất | Vị trí xếp hạng cao nhất | Chứng nhận                                        | Thuộc album     |
| Tên                                      | Năm  | Anh                      | Úc                       | Bỉ                       | Canada                   | Ireland                  | Nhật                     | Hà Lan                   | New Zealand              | Scotland                 | Mỹ                       | Chứng nhận                                        | Thuộc album     |
| ---------------------------------------- | ---- | ------------------------ | ------------------------ | ------------------------ | ------------------------ | ------------------------ | ------------------------ | ------------------------ | ------------------------ | ------------------------ | ------------------------ | ------------------------------------------------- | --------------- |
| "Swagger Jagger"                         | 2011 | 1                        | —                        | 43                       | —                        | 2                        | 5                        | 60                       | —                        | —                        | —                        |                                                   | Sticks + Stones |
| "With Ur Love" (hợp tác với Mike Posner) | 2011 | 4                        | 43                       | 61                       | —                        | 5                        | —                        | —                        | 16                       | 3                        | —                        | - Úc: Bạch kim - New Zealand: Vàng                | Sticks + Stones |
| "Want U Back"                            | 2012 | 25                       | 36                       | 46                       | 11                       | 18                       | 33                       | —                        | 3                        | 23                       | 12                       | - Úc: Vàng - New Zealand: Bạch kim - Mỹ: Bạch kim | Sticks + Stones |
| "Oath" (hợp tác với Becky G)             | 2012 | —                        | 58                       | —                        | 58                       | —                        | —                        | —                        | 13                       | —                        | 73                       | - New Zealand: Vàng                               | Sticks + Stones |

### Đĩa đơn hợp tác
| Tên                                                      | Năm  | Vị trí xếp hạng cao nhất | Vị trí xếp hạng cao nhất | Vị trí xếp hạng cao nhất | Vị trí xếp hạng cao nhất | Thuộc album           |
| Tên                                                      | Năm  | Anh                      | Đức                      | Ireland                  | Scotland                 | Thuộc album           |
| -------------------------------------------------------- | ---- | ------------------------ | ------------------------ | ------------------------ | ------------------------ | --------------------- |
| "Heroes" (với The X Factor finalists)                    | 2010 | 1                        | —                        | 1                        | 1                        | Không thuộc album nào |
| "Rum and Raybans" (Sean Kingston hợp tác với Cher Lloyd) | 2012 | —                        | 99                       | —                        | —                        | Back 2 Life           |

## Video âm nhạc
| Tên                           | Năm                                     | Ca sĩ                                                       | Đạo diễn                   |
| ----------------------------- | --------------------------------------- | ----------------------------------------------------------- | -------------------------- |
| "Swagger Jagger"              | 2011                                    | Cher Lloyd                                                  | Barney Steel + Mike Sharpe |
| "With Ur Love"                | 2011                                    | Cher Lloyd (hợp tác với Mike Posner)                        | Barney Steel + Mike Sharpe |
| "Dub on the Track"            | 2011                                    | Cher Lloyd (hợp tác với Mic Righteous, Dot Rotten & Ghetts) | Paris Zarcilla             |
| "Want U Back"                 | 2012                                    | Cher Lloyd (hợp tác với Astro)                              | Parris                     |
| "Want U Back" (phiên bản Mỹ)  | 2012                                    | Cher Lloyd                                                  | Ciarra Pardo               |
| "Oath"                        | Cher Lloyd (có sự tham gia của Becky G) | Hannah Lux Davis                                            |                            |
| "With Ur Love" (phiên bản Mỹ) | 2013                                    | Cher Lloyd                                                  | Hannah Lux Davis           |